# Липник (Болгарія)
Ли́пник (болг. Липник) — село в Разградській області Болгарії. Входить до складу общини Разград.

## Населення
За даними перепису населення 2011 року у селі проживали 554 особи.
Національний склад населення села:
| Національність   | Кількість осіб | Відсоток |
| ---------------- | -------------- | -------- |
| турки            | 453            | 91,1%    |
| болгари          | 40             | 8,0%     |
| цигани           | 0              | 0%       |
| інша             | 0              | 0%       |
| не визначились   | 4              | 0,8%     |
| Всього відповіли | 497            |          |

Розподіл населення за віком у 2011 році:
Динаміка населення: